# Pristiphora
Pristiphora is een geslacht van vliesvleugelige insecten uit de familie van de bladwespen (Tenthredinidae).

## Soorten
- Pristiphora abietina (Christ, 1791)
- Pristiphora abbreviata (Hartig, 1837)
- Pristiphora affinis (Lindqvist, 1952)
- Pristiphora albilabris (C. G. Thomson, 1862)
- Pristiphora albitibia (A. Costa, 1859)
- Pristiphora alpestris (Konow, 1903)
- Pristiphora amphibola (Forster, 1854)
- Pristiphora angulata Lindqvist, 1974
- Pristiphora anderschi (Zaddach, 1876)
- Pristiphora appendiculata (Hartig, 1837)
- Pristiphora aphantoneura (Forster, 1854)
- Pristiphora armata (C. G. Thomson, 1862)
- Pristiphora astragali Vikberg, 1978
- Pristiphora atripes (Lindqvist, 1952)
- Pristiphora atlantica Malaise, 1939
- Pristiphora bensoni Lindqvist, 1953
- Pristiphora beaumonti Zirngiebl, 1957
- Pristiphora bifida (Hellen, 1948)
- Pristiphora biscalis (Forster, 1854)
- Pristiphora borea (Konow, 1904)
- Pristiphora brevis (Hartig, 1837)
- Pristiphora breadalbanensis (Cameron, 1882)
- Pristiphora brunniapex Lindqvist, 1960
- Pristiphora bufo Brischke, 1883
- Pristiphora carinata (Hartig, 1837)
- Pristiphora carpentieri Konow, 1902
- Pristiphora carpathiensis Haris, 2001
- Pristiphora cincta Newman, 1837
- Pristiphora coactula (Ruthe, 1859)
- Pristiphora compressicornis (Fabricius, 1804)
- Pristiphora compressa (Hartig, 1837)
- Pristiphora condei Lindqvist, 1955
- Pristiphora confusa Lindqvist, 1955
- Pristiphora coniceps Pristiphora coniceps
- Pristiphora concolor (Lindqvist, 1952)
- Pristiphora congener (W. F. Kirby, 1882)
- Pristiphora conjugata (Dahlbom, 1835)
- Pristiphora cretica Schedl, 1981
- Pristiphora dissimilis Lindqvist, 1971
- Pristiphora decipiens (Enslin, 1916)
- Pristiphora dochmocera (C. G. Thomson, 1871)
- Pristiphora exigua (Lindqvist, 1955)
- Pristiphora erichsonii (Hartig, 1837)
- Pristiphora frigida (Boheman, 1865)
- Pristiphora fausta (Hartig, 1837)
- Pristiphora forsiusi Enslin, 1916
- Pristiphora gerula (Konow, 1904)
- Pristiphora glauca Benson, 1954
- Pristiphora gaunitzi Lindqvist, 1968
- Pristiphora groenblomi (Lindqvist, 1952)
- Pristiphora geniculata (Hartig, 1840) – Lijsterbesbladwesp
- Pristiphora hyperborea Malaise, 1921
- Pristiphora hoverlaensis Haris, 2001
- Pristiphora kontuniemii (Lindqvist, 1952)
- Pristiphora kuznetzovorum (Enslin, 1919)
- Pristiphora kamtchatica Malaise, 1931
- Pristiphora karvoneni (Lindqvist, 1952)
- Pristiphora lanifica (Zaddach, 1883)
- Pristiphora luteipes Lindqvist, 1955
- Pristiphora leucopus (Hellen, 1948)
- Pristiphora laricis (Hartig, 1837)
- Pristiphora listoni Lacourt, 1998
- Pristiphora lativentris (C. G. Thomson, 1871)
- Pristiphora leucopodia (Hartig, 1837)
- Pristiphora mollis (Hartig, 1837)
- Pristiphora malaisei (Lindqvist, 1952)
- Pristiphora murielae Lacourt, 1995
- Pristiphora funerula (A. Costa, 1859)
- Pristiphora maesta (Zaddach, 1876)
- Pristiphora melanocarpa (Hartig, 1840)
- Pristiphora monogyniae (Hartig, 1840)
- Pristiphora micronematica Malaise, 1931
- Pristiphora nigella (Forster, 1854)
- Pristiphora nordmani (Lindqvist, 1949)
- Pristiphora nigriceps (Hartig, 1840)
- Pristiphora opaca Lindqvist, 1955
- Pristiphora parnasia Konow, 1902
- Pristiphora parva (Hartig, 1837)
- Pristiphora pallida (Konow, 1904)
- Pristiphora pallidiventris (Fallen, 1808)
- Pristiphora piceae (Zhelochovtsev, 1988)
- Pristiphora pseudogeniculata Lindqvist, 1969
- Pristiphora pseudocoactula  (Lindqvist, 1952)
- Pristiphora pseudodecipiens Benes & Kristek, 1976
- Pristiphora pusilla Malaise, 1921
- Pristiphora punctifrons (C. G. Thomson, 1871)
- Pristiphora robusta (Konow, 1895)
- Pristiphora retusa (C. G. Thomson, 1871)
- Pristiphora reuteri (Lindqvist, 1960)
- Pristiphora ruficornis (Olivier, 1811)
- Pristiphora rufipes Serville, 1823 – Kleine bessenbladwesp
- Pristiphora subopaca Lindqvist, 1955
- Pristiphora sareptana Kuznetzov-Ugamskij, 1929
- Pristiphora saxesenii (Hartig, 1837)
- Pristiphora subbifida (C. G. Thomson, 1871)
- Pristiphora staudingeri (Ruthe, 1859)
- Pristiphora subarctica (Forsslund, 1936)
- Pristiphora sootryeni Lindqvist, 1955
- Pristiphora tetrica (Zaddach, 1883)
- Pristiphora thomsoni Lindqvist, 1953
- Pristiphora testacea (Jurine, 1807)
- Pristiphora thalictri (Kriechbaumer, 1884)
- Pristiphora tenuicornis (Lindqvist, 1955)
- Pristiphora trochanterica (Lindqvist, 1952)
- Pristiphora thalictrivora Lindqvist, 1962
- Pristiphora tenuiserra (Lindqvist, 1958)
- Pristiphora variipes (Lindqvist, 1952)
- Pristiphora wesmaeli (Tischbein, 1853)